# Winogradnoje (Osetia Północna)
Winogradnoje (ros. Виноградное) – wieś w Rosji, w Osetii Północnej, w rejonie mozdokskim. W 2010 liczyła 233 mieszkańców.